# Gashin (culto)

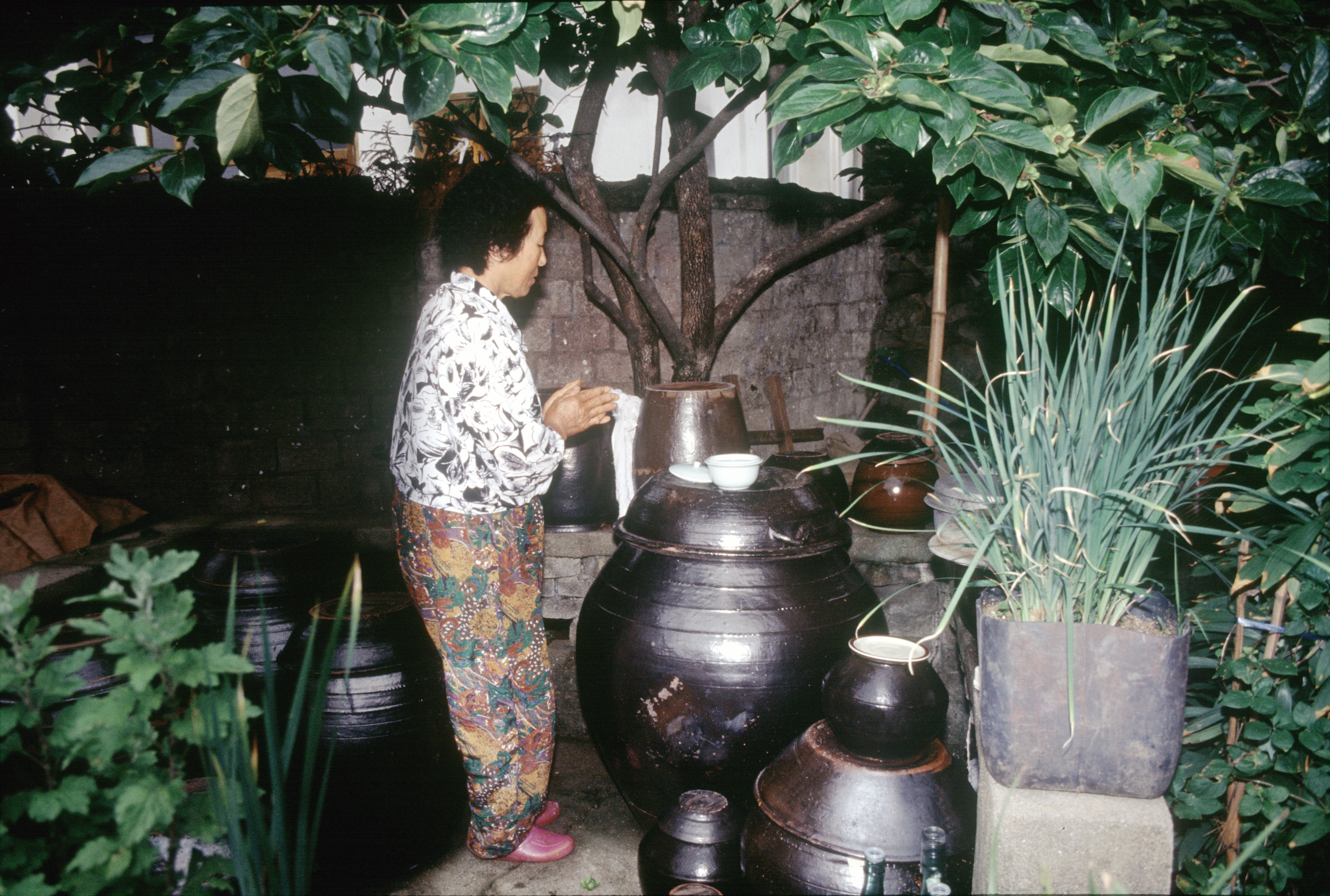
Mujer vertiendo agua en un recipiente sobre una olla de barro y orando.

En el chamanismo coreano, los Gashin o Gasin (Coreano: 가신; Hanja: 家 神, literalmente Dios de la casa) son una rama de las deidades que se cree que protegen los diversos objetos y habitaciones de la casa, como el jangdok o la cocina. El culto a los Gashin es la fe basada en adorar a estas deidades. El culto a los Gasin forma parte central e integral de la religión tradicional coreana.

## Culto de Joryeong
El culto de Joryeong es la deitificación de los antepasados. Las primeras menciones de la fe están en el Samguk Sagi, un libro de historia medieval coreano, que menciona el "cofre de oro" de Kim Alji, el primer miembro del clan Gyeongju Kim. Esto tiene semejanza con el culto a los antepasados modernos. En la moderna región de Honam en el suroeste de Corea, los coreanos mantienen una olla grande en la casa, llena de arroz. Esto se llama Jeseok Ogari, y contiene arroz. El Jeseok Ogari está acompañado por Mom Ogari, que son alfarería más pequeñas. El nombre del antepasado o arroz se pone en la Mom Ogari. En la región de Yeongnam, Jeseok Ogari y Mom Ogari se llaman Sejon Danji y Josang Dangsegi. En festivales y cumpleaños, la familia tiene un jesa para Jeseok Ogari y Mom Ogaris. En el jesa, la familia reza por buenas cosechas y prosperidad. Curiosamente, la fe Joryeong parece estar basada en una entidad matriarcal llamada Josang Halmae o Ancestro de la abuela.

## Culto de Samshin
Samshin es la diosa del parto. Se creía que su entidad estaba ligada al Samshin Danji, una olla guardada en el ala interior de la casa. La olla se llena con arroz, luego se cubre con papel y se sella con un nudo atado en sentido antihorario. Sin embargo, algunos hogares realizan Geongung Samshin, o el acto de honrar a Samshin solo en la mente. Samsjin recibe Jesas cada festival o cumpleaños, también a los siete días y a los treinta y siete días después del parto. Cuando alguien está embarazada o ha dado a luz, la sala donde se encuentra el Samshin Danji estaba sellada con cuerdas. La fe de Samshin es más fuerte en la isla de Jeju.

## Culto de Seongju
Seongju es literalmente el Dueño del Castillo. Como la deidad de la casa real, es uno de los Gashin más comunes y famosos. En Jeollanamdo, el Seongjudok, o la cerámica en la que se consideraba que habitaba Seongju, estaba lleno de cebada cada primavera y arroz cada otoño. Sin embargo, en Jeollabukdo, la gente practicaba Tteunseongju, o adorar a Seongju solo con pensamientos. En otras regiones, se creía principalmente que Seongju encarnaba un trozo de papel, que estaba unido al pilar central. Cada cumpleaños o festival, se hacía un Jesa por Seongju, donde las amas de casa rezaban por la abundancia y la paz. Seongju fue adorado con otros Gashin; sin embargo, cuando se formaba una nueva familia, o cuando una familia se mudaba a otra residencia, Seongju era durante un tiempo eal único Gashin a quien adoraban. Seongju es generalmente considerado como el más grande de los Gashin. El gut dedicado a él es uno de los más famosos, y se cree que protege al miembro masculino más viejo de la familia.

## Culto de Jowang
Se consideró que Jowangshin encarnaba un cuenco de agua sostenido en un altar de arcilla sobre el hogar. La ama de casa se despertaba temprano todas las mañanas y vertía agua fresca de un pozo cercano en el tazón, luego se arrodillaba ante él, deseando suerte. El ritual de Jowangshin estaba especialmente bien desarrollado en el sur de Corea. También, cada festival Jowangshin era honrado con Tteok (pastel de arroz) y frutas.

## Culto de Teoju y Cheolyung
Se creía que Teojushin encarnaba una olla con arroz, guisantes o frijoles rojos. Luego se enterró la maceta o se colocó en las esquinas del patio trasero o en el jangdokdae, un área abierta que contiene jangdok. La olla estaba cubierta con un paraguas en forma de cono tejido de tallos de arroz. Los granos dentro de la olla se reemplazaban cada año, y la familia hacía tteok, o pasteles de arroz, con ellos. Los pasteles de arroz nunca fueron compartidos; esto se debe a que los tteoks representaban la suerte y a la creencia de que Teojushin era una diosa codiciosa.
En Honam, la gente creía en una deidad masculina llamada Cheollyungshin, el dios del jangdok. Algunos también creen que él es el dios del gusto. Su adoración fue generalmente similar a la adoración de Teojushin, excepto que el papel también se almacenó en la olla.
En la antigua sociedad coreana, era tabú cavar la tierra dentro de una casa porque la furia de Teojushin vendría sobre los cavadores.
En gut dedicado a Teojushin, el mudang (chamán) representaría este aspecto de Teojushin al sostener tteok sobre la cabeza y bailar mientras sostiene el pie de una vaca alrededor de la casa y bebe alcohol. El chamán también usaba una cimitarra y un tridente en el gut.
También está el ritual Jishin Balbgi, donde se pisaba la tierra de la aldea mientras rodeaban la aldea, visitando casas individuales. Se creía que Teojushin alejaría a los fantasmas malvados, o Gwishin, y traería suerte a la aldea.
Como una deidad de riqueza, aquellos que aspiran a ser ricos deben adorarla devotamente. También es la diosa que se dice que ordena a las deidades de las direcciones cardinales, los Obang Shinjang.

## Culto de Munshin

### En el continente
La adoración continental de Munshin es muy débil en comparación con la adoración de Munshin en la isla de Jeju. La adoración de Munshin es casi inexistente en el campo, y aparece una forma limitada en Seúl y las regiones vecinas. A diferencia de la mayoría de los Gashin, Munshin era venerado principalmente en las ciudades, donde la importancia de la puerta era significativamente mayor que en el campo.
En el continente, se creía que Munshin encarnaba un amuleto, un retrato de Cheoyong, una foto de un tigre o un gallo, o una caligrafía de 'Ibchun Daegil', todo junto a la puerta. El dios fue adorado en octubre, después de adorar a Seongjushin (deidad de la casa). La adoración fue muy corta, simplemente rociando vino de arroz y colocando tteok frente a la puerta.

### Isla de Jeju
Munshin fue adorado devotamente hasta el punto de hacer un proverbio; "No hay construcción que Munshin no conozca". Como este proverbio, los isleños de Jeju le contaron todo lo que estaba sucediendo en la casa a Munshin.
Los isleños creen en dos dioses de las puertas; Ilmunshin, el dios de la puerta de entrada, y Dwitmunshin, el dios de la puerta de atrás. Sin embargo, no hay ritual para Dwitmunshin, y 'Munshin' se refiere principalmente a Ilmunshin.
El ritual para Munshin se llama Munjeonje. El ritual ocurre en enero lunar, pero si enero no está disponible, el ritual podría hacerse en marzo lunar. En el Munjeonje, el chamán sacrifica un gallo, rociía su sangre en la puerta y entierra su cabeza en la entrada.
Se creía que Munjeon se encarnaba en tiras de papel y ropas rojas, azules y amarillas, colgadas en la puerta. En el Munjeonje anual, las tiras viejas eran reemplazadas por otras nuevas; esto se llamaba 'vestir a Munjeon'. Esta ceremonia solo se podía hacer después de ofrecer frutas y agua a Munjeon, quemar incienso y arrodillarse ante la puerta.
En las últimas partes del Munjeonje, la familia ofrecía cinco tipos diferentes de frutas a Munjeon. Las frutas eran cidra, manzana, pera, jujube y nuez moscada. Después del sacrificio, la familia compartía los frutos.
Cuando alguien dejaba temporalmente la casa, la persona que salía de la casa realizaba un ritual a Munjeon al amanecer, rezando por seguridad y suerte.
Durante el matrimonio, los recién casados rezaban a Munjeon, usando la comida que se usaba en el matrimonio como sacrificio. Durante este ritual, era necesaria una cabeza de cerdo, vino e incienso. Después del ritual, la comida sacrificada era lanzada al techo.

## Culto de Cheukshin
Se creía que Cheukshin aparecía como una joven virgen con cabello de 150 centímetros de largo. Se decía que la diosa, enfurecida en su exilio a la letrina por la deidad suprema Cheonjiwang y la diosa de la cocina Jowangshin, pasaba tiempo contando todo su cabello.
Pensaban que se aparecía en los tres días que contenían el número seis; los coreanos evitaron la letrina en estos tres días para no provocar accidentalmente su ira. Por lo tanto, los coreanos realizaban jesas, o rituales, en los días sexto, decimosexto y vigésimo sexto del calendario lunar, o cuando un zapato o un niño caían en el inodoro. Las jesas también se le consagraban cuando un cerdo contraía una enfermedad y moría, cuando una profecía advirtía sobre la ira de la diosa o cuando se construía la letrina.
En las jesas dedicadas a ella, ponían todos los ingredientes posibles dentro de un Tteok, que se llamaba Ttongtteok, que significa "pastel de arroz con depósitos". Le era servido también se sirvió arroz no glutinoso.
Se la consideraba la más peligrosa de los Gashin; se creía que despreciaba a los niños (posiblemente debido a su caída por el niño Nokdisaengin) y los arrojaba al inodoro. Cuando los niños caían en la poza, se creía que morirían antes de alcanzar la madurez a menos que se hiciera un jesa para apaciguarla.
Si alguien entraba a la letrina sin toser tres veces, se creía que usaba su cabello largo para atacar al intruso. Cuando el cabello tocaba la piel, el intruso se enfermaba y moría. Incluso un mudang o chamán no podría apaciguar a la diosa si atacaba a una persona con el pelo.
Se creía que encarnaba una tira de tela o papel blanco colgada en el techo de la letrina.
También se creía que era la deidad del castigo legal, siguiendo las órdenes de la deidad de la casa Seongjushin.
No se llevaron a cabo guts ni rituales chamánicos para dedicar Cheukshin, a diferencia de las muchos guts y bonpuris (historias de deidades) dedicadas a otros Gashin.

## Otras deidades
- Nulgupjishin, dios del grano
- Ulgupjishin, dios de las cercas
- Yongshin, dios de los pozos
- Mabuwang, dios del granero
- Sosamshin, dios del parto del ganado